# Jan Wawrzków
Jan Michał Wawrzków (ur. 9 kwietnia 1917 we Lwowie, zm. 7 kwietnia 2022 w St. John’s) – polski prawnik, ekonomista, działacz Związku Akademickiego „Młodzież Wszechpolska”, publicysta Myśli Polskiej, porucznik Wojska Polskiego.

## Życiorys

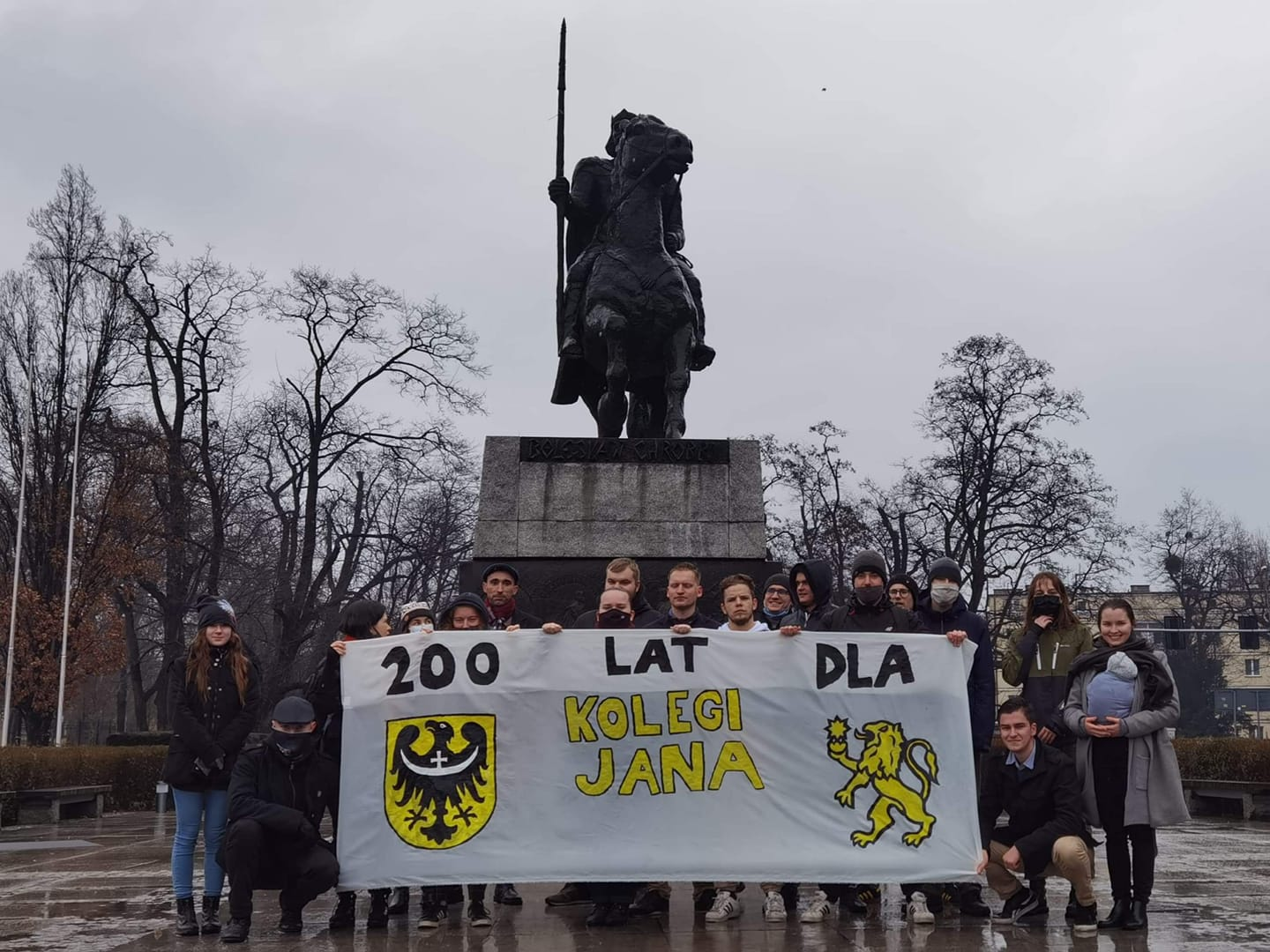
Transparent Młodzieży Wszechpolskiej z okazji 104. rocznicy urodzin Jana Wawrzkowa

Urodził się 9 kwietnia 1917 roku we Lwowie. Był synem Józefa i Tekli Wawrzków. Jego ojciec był ochotnikiem w Armii Polskiej we Francji. W 1936 r. rozpoczął studia prawnicze na Uniwersytecie Jana Kazimierza we Lwowie. W czasie studiów był działaczem Stronnictwa Narodowego, Sodalicji Mariańskiej Akademików, Akademickiego Koła Towarzystwa Szkoły i Związku Akademickiego „Młodzież Wszechpolska”, w której pełnił funkcję członka zarządu koła lwowskiego.
Po wkroczeniu wojsk Armii Czerwonej do Lwowa przedostał się do Francji gdzie wstąpił do Wojska Polskiego. Ukończył Szkołę Podchorążych Piechoty w Coetquidan, a następnie wziął udział w kampanii francuskiej jako zastępca dowódcy plutonu II Batalionu 5 Pułku Piechoty pod Vesoul i w rejonie Saint-Hippolyte. Po rozejmie w Compiègne przedostał się do Szwajcarii gdzie został internowany.
W kwietniu 1945 r. ukończył studia ekonomiczne na Wyższej Szkole Handlowej w St. Gallen. W maju 1945 roku wstąpił ochotniczo do 6. Kresowego Batalionu Strzelców Pieszych 4. Dywizji Piechoty stacjonującej w Szkocji, skąd został oddelegowany na studia prawnicze. 1 stycznia 1946 r. został awansowany na stopień podpułkownika. W marcu 1946 r. dokończył przerwane studia prawnicze na Polskim Wydziale Prawa Uniwersytetu Oksfordzkiego.
W listopadzie 1951 r. wyemigrował do Stanów Zjednoczonych gdzie pracował jako redaktor „Dziennika dla Wszystkich”, radiostacji „Głos Ameryki”, biurze prasowym Komitetu Wolnej Europy w Waszyngtonie, a od czerwca 1956 był redaktorem w nowojorskiej centrali Komitetu Wolnej Europy. Od października 1963 roku do lipca 1981 roku pracował w Bibliotece Kongresu w sekcji prowadzącej bibliografie prac amerykańskich i europejskich w zakresie rozbrojenia i ograniczeń zbrojeniowych.
W 1955r. poślubił Kanadyjkę Teresę Larose. Następnego roku urodziła się im córka Anne-Marie Tekla, a dwa lata później bliźnięta Michel Tadeusz i Jeanne Jadwiga.
Na emigracji był administratorem Myśli Polskiej w Londynie, członkiem Wydziału Wykonawczego Stronnictwa Narodowego oraz założycielem Instytutu Romana Dmowskiego w Nowym Jorku.
11 listopada 1990 r. prezydent Ryszard Kaczorowski awansował Jana Wawrzkowa do stopnia porucznika.
Przez ostatnie lata swojego życia, utrzymywał stały kontakt z działaczami Młodzieży Wszechpolskiej. Zmarł 7 kwietnia 2022 r. w St. John’s.